# Spilosoma mandarina
Spilosoma mandarina är en fjärilsart som beskrevs av Moore 1877. Spilosoma mandarina ingår i släktet Spilosoma och familjen björnspinnare. Inga underarter finns listade i Catalogue of Life.